# شيركشي (نرغسان)
شیرکشي (بالفارسية: شیرکشی) هي منطقة سكنية تقع في إيران في قسم نرغسان الریفي. يقدر عدد سكانها بـ 114 نسمة .